# Maxwell Motor Company
Die Maxwell Motor Company war ein US-amerikanischer Kraftfahrzeughersteller, der von 1904 bis 1925 Autos herstellte.

## Geschichte

### Benjamin Briscoe

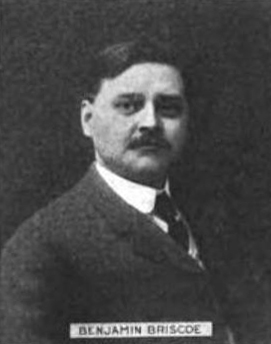
Benjamin Briscoe

Benjamin Briscoe (1867–1945) war bereits ein wohlhabender Unternehmer, als er mit Jonathan Maxwell ein Unternehmen gründete. Zuvor hatte er Benjamin Briscoe & Co. gegründet, ein Metallpresswerk, aus dem die American Can Company entstand. Später erfand er ein Rohrbiegeverfahren, das er ebenfalls industriell auswertete. Briscoe übernahm 1901 die jahrelang unrentable Buick Motor Company, die er 1904 an den Kutschenfabrikanten James H. Whiting (1842–1919) verkaufte, den Eigentümer der Flint Wagon Works. Den Erlös investierte er in das gemeinsame Unternehmen mit Jonathan Maxwell.

### Jonathan D. Maxwell
Jonathan Dixon Maxwell (1864–1928) arbeitete als Fahrradmechaniker in Elmer Appersons Werkstatt und war 1894 am Bau des Automobils der Apperson-Brüder für Elwood Haynes beteiligt. Aus deren Zusammenarbeit entstand mit der Haynes-Apperson Company einer der ersten kommerziellen Automobilhersteller. Maxwell arbeitete danach für die Olds Motor Works. Er arbeitete an der Konstruktion des Einzylindermotors im überaus erfolgreichen Oldsmobile Curved Dash. 1902 gründete er mit Charles Brady King (1868–1957), den er von seiner Tätigkeit für Oldsmobile kannte, die Northern Manufacturing Company in Detroit. Dort übte King die Funktion des Chefingenieurs aus, Maxwell war der Betriebsleiter. 1903 erfand er die Thermosiphonkühlung, die weite Verbreitung fand. 1904 trennte er sich von King und ging eine neue geschäftliche Partnerschaft mit Benjamin Briscoe ein.

### Maxwell-Briscoe Company

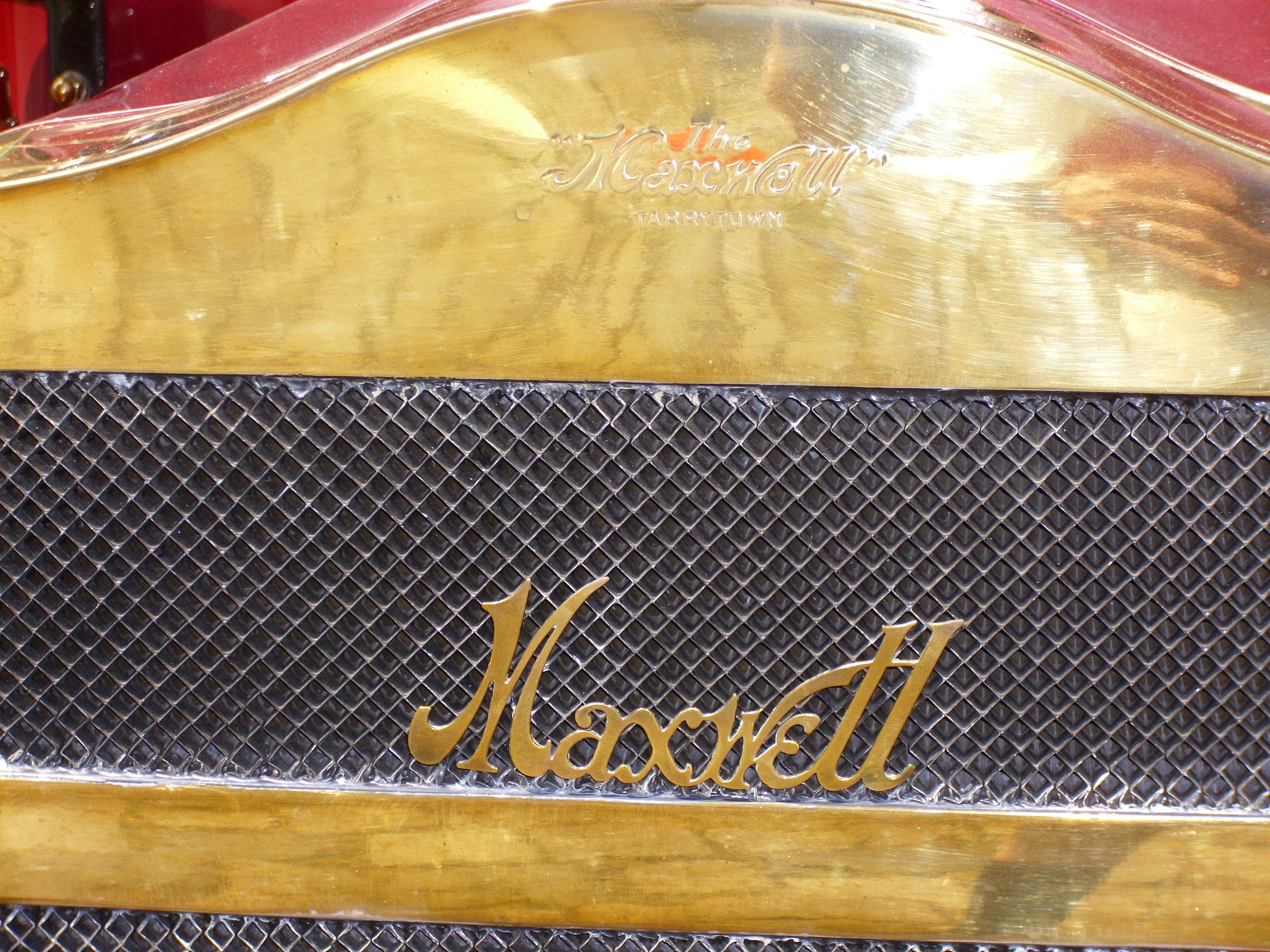
Emblem

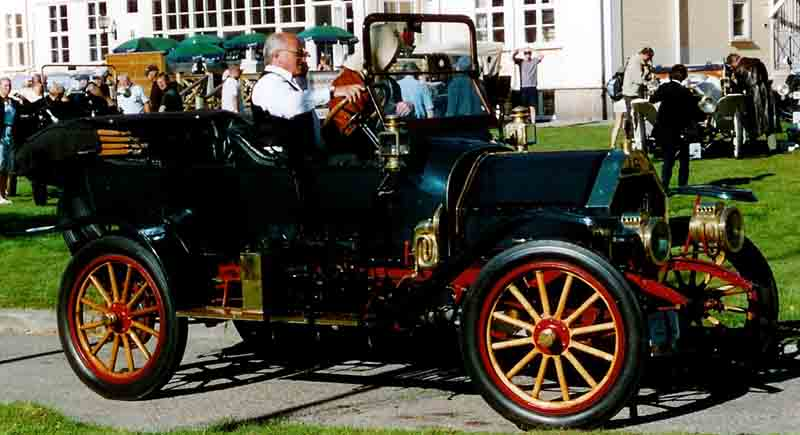
Maxwell Mascotte Touring (1911)

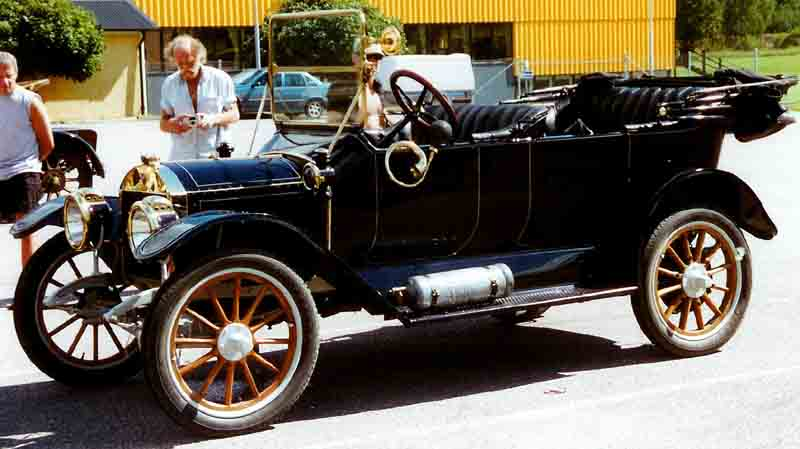
Maxwell Model 25-4 Touring (1913)

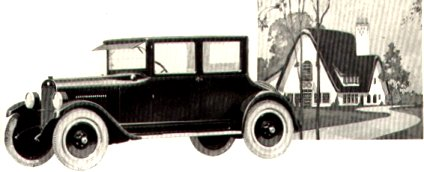
Maxwell-Anzeige aus dem Jahre 1922

Das Unternehmen begann 1904 als Maxwell-Briscoe Company in Tarrytown, New York. Die Gesellschaft war nach ihren Gründern benannt. Zu den Kapitalgebern gehörte J. P. Morgan, der zwei Drittel des ursprünglichen Aktienkapitals von 150.000 USD beisteuerte. Ironischerweise war Briscoes Motiv für die Gründung der Firma sein Misstrauen gegenüber einer eigenen Investition in Buick, in die er den Glauben verloren hatte. Das erste Domizil des Unternehmens war in den Anlagen des ehemaligen Dampfwagenbauers Mobile Company of America.
Der neue Maxwell, entworfen von Jonathan Maxwell, war ein sofortiger Erfolg, bereits im ersten halben Jahr wurden 542 Fahrzeuge verkauft. Das Fahrzeug hatte einen vorne angebrachten Zweizylindermotor, dessen Kühlsystem einen modernen Wabenkühler und Thermosiphonkreislauf umfasste. Weitere moderne Besonderheiten waren das Zweigang-Planetengetriebe und die Kraftübertragung per Kardanwelle. Das Unternehmen florierte; bereits 1905 wurde ein zweites Werk in Pawtrucket (Rhode Island) eröffnet; ein weiteres folgte 1906 in Chicago. Die größten neuen Anlagen entstanden 1907 in New Castle (Delaware), die bereits in Betrieb genommen wurden, ehe die Bauarbeiten ganz abgeschlossen waren. Dieses Werk blieb bis 2002 in Betrieb bei Chrysler.
Maxwell war die einzige gewinnbringende Gesellschaft des 1910 gegründeten Konzerns United States Motor Company. Wegen eines Konfliktes zwischen zweien seiner Gesellschafter scheiterte die Firma jedoch im Jahre 1913.
1913 wurden die Maxwell-Vermögenswerte von Walter Flanders gekauft, der die Gesellschaft als Maxwell Motor Company, Inc. reorganisierte, aber in Dayton, Ohio, existierte ein Zweigwerk. Für eine Weile gehörte Maxwell zu den drei besten Fahrzeugherstellern in den Vereinigten Staaten, neben Buick und Ford Motor Company.
Das Wachstum von Maxwell war jedoch zu stark gewesen, die Firma zu stark verschuldet, und die Hälfte der Produktionskapazität konnte in der Rezession nach dem Ersten Weltkrieg nicht genutzt werden. Im Werk in Dayton wurde dabei ab 1918 der Panzer Renault FT in Lizenz gebaut. Im Jahr 1921 konnte Walter Percy Chrysler einen beherrschenden Anteil an Maxwell übernehmen. Die Firma wurde in West Virginia neugegründet; Chrysler wurde Konzernchef. Etwa zur selben Zeit wurde die Fusion mit dem angeschlagenen Fahrzeugproduzenten Chalmers betrieben; die Produktion von Chalmers wurde 1923 eingestellt.
1925 gründete Walter Chrysler die Chrysler Motor Corporation. Die Maxwell-Automarke lief aus; die Vermögenswerte von Maxwell wurden in Chrysler eingegliedert. Das Design der Maxwells ging in die 1926 neu eingeführten Vierzylinder-Kraftfahrzeuge Chryslers ein. Das Jahr 1928 brachte eine weitere Überarbeitung, die ersten Plymouth-Modelle.

## Modelle
| Modell      | Modelljahre* | Zylinder | Leistung            | Radstand |
| ----------- | ------------ | -------- | ------------------- | -------- |
| Modell L    | 1905         | 2 Zyl.   | 12 bhp (8,8 kW)     | 1828 mm  |
| Modell H    | 1905         | 2 Zyl.   | 16 bhp (11,8 kW)    | 2235 mm  |
| Modell L    | 1906         | 2 Zyl.   | 10 bhp (7,4 kW)     | 1828 mm  |
| Modell S    | 1906         | 2 Zyl.   | 10 bhp (7,4 kW)     | 1828 mm  |
| Modell N    | 1906         | 2 Zyl.   | 20 bhp (14,7 kW)    | 2159 mm  |
| Modell H    | 1906         | 2 Zyl.   | 20 bhp (14,7 kW)    | 2159 mm  |
| Modell M    | 1906–1907    | 4 Zyl.   | 40 bhp (29 kW)      | 2642 mm  |
| Modell R    | 1907         | 2 Zyl.   | 12 bhp (8,8 kW)     | 1829 mm  |
| Modell H.B. | 1907         | 2 Zyl.   | 20 bhp (14,7 kW)    | 2184 mm  |
| Modell LC   | 1908         | 2 Zyl.   | 14 bhp (10,3 kW)    | 1829 mm  |
| Modell K    | 1908         | 4 Zyl.   | 22 bhp (16,2 kW)    | 2470 mm  |
| Modell D    | 1908         | 4 Zyl.   | 22 bhp (16,2 kW)    | 2470 mm  |
| Modell HC   | 1908         | 2 Zyl.   | 20 bhp (14,7 kW)    | 2286 mm  |
| Modell M    | 1908         | 4 Zyl.   | 40 bhp (29 kW)      | 2896 mm  |
| Modell A    | 1909         | 2 Zyl.   | 10 bhp (7,4 kW)     | 2083 mm  |
| Modell LD   | 1909         | 2 Zyl.   | 14 bhp (10,3 kW)    | 2134 mm  |
| Modell HD   | 1909         | 2 Zyl.   | 20 bhp (14,7 kW)    | 2438 mm  |
| Modell DA   | 1909         | 4 Zyl.   | 30 bhp (22 kW)      | 2642 mm  |
| Modell KA   | 1909         | 4 Zyl.   | 30 bhp (22 kW)      | 2642 mm  |
| Modell AA   | 1910–1911    | 2 Zyl.   | 12 bhp (8,8 kW)     | 2184 mm  |
| Modell Q    | 1910–1911    | 4 Zyl.   | 22 bhp (16,2 kW)    | 2362 mm  |
| Modell E    | 1910         | 4 Zyl.   | 30 bhp (22 kW)      | 2794 mm  |
| Modell G    | 1910         | 4 Zyl.   | 30 bhp (22 kW)      | 2794 mm  |
| Modell I    | 1911         | 4 Zyl.   | 25 bhp (18,4 kW)    | 2642 mm  |
| Modell EA   | 1911         | 4 Zyl.   | 30 bhp (22 kW)      | 2794 mm  |
| Modell GA   | 1911         | 4 Zyl.   | 30 bhp (22 kW)      | 2794 mm  |
| Messenger   | 1912         | 2 Zyl.   | 16 bhp (11,8 kW)    | 2184 mm  |
| Mascotte    | 1912         | 4 Zyl.   | 25 bhp (18,4 kW)    | 2642 mm  |
| Mercury     | 1912         | 4 Zyl.   | 30 bhp (22 kW)      | 2794 mm  |
| Special     | 1912         | 4 Zyl.   | 36 bhp (26,5 kW)    | 2896 mm  |
| Modell 22   | 1913         | 4 Zyl.   | 22,5 bhp (16,5 kW)  | 2362 mm  |
| Modell 30   | 1913         | 4 Zyl.   | 30 bhp (22 kW)      | 2819 mm  |
| Modell 40   | 1913         | 4 Zyl.   | 40 bhp (29 kW)      | 2921 mm  |
| Six-38.4    | 1913         | 6 Zyl.   | 38,4 bhp (28,2 kW)  | 3302 mm  |
| Six-31.54   | 1913         | 6 Zyl.   | 31,54 bhp (23,2 kW) | 2997 mm  |
| Modell 25-4 | 1914         | 4 Zyl.   | 21 bhp (15,4 kW)    | 2616 mm  |
| Modell 35-4 | 1914         | 4 Zyl.   | 26 bhp (19,1 kW)    | 2794 mm  |
| Modell 50-6 | 1914         | 6 Zyl.   | 41 bhp (30 kW)      | 3302 mm  |
| Modell 25   | 1915–1919    | 4 Zyl.   | 21 bhp (15,4 kW)    | 2734 mm  |
| Modell 25   | 1920–1924    | 4 Zyl.   | 34 bhp (25 kW)      | 2769 mm  |
| Modell 25 C | 1925         | 4 Zyl.   | 38 bhp (28 kW)      | 2769 mm  |

- = Das Modelljahr beginnt immer im September des vorausgehenden Kalenderjahres.